# Club Social y Deportivo Colo-Colo (voleibol femenino)
La rama de voleibol femenino del Club Social y Deportivo Colo-Colo fue reabierta en el año 2016 y compite en la Liga A1, máxima categoría del voleibol nacional.

## Historia
La rama de voleibol femenino fue reabierta en el año 2016 por un grupo de socias del Club Social y Deportivo Colo-Colo. Ese mismo año comenzó a competir en la Serie A3, en donde obtuvo el segundo lugar. Al año siguiente entró con dos categorías a la Asociación de Voleibol de Las Condes.
En 2018 consiguió tener equipos en todas las categorías desde la sub-12, y en 2021 logró el campeonato de forma invicta de la Serie A2. Esto le posibilitó llegar a la Serie A1, donde consiguió el subcampeonato tras inclinarse ante Boston College.

## Palmarés

### Torneos nacionales
- Liga A2 (1): 2021[3]
- Subcampeón de la Liga A1 (3): 2021,[4] 2022,[5] 2023[6]

### Voleibol formativo
- Liga Nacional de Menores Sub-19 (1): 2023[2]